# Hann Tableland National Park
Hann Tableland National Park är en park i Australien. Den ligger i delstaten Queensland, omkring 1 400 kilometer nordväst om delstatshuvudstaden Brisbane.
Trakten runt Hann Tableland National Park är nära nog obefolkad, med mindre än två invånare per kvadratkilometer.. Det finns inga samhällen i närheten.
I omgivningarna runt Hann Tableland National Park växer huvudsakligen savannskog. Genomsnittlig årsnederbörd är 1 434 millimeter. Den regnigaste månaden är mars, med i genomsnitt 341 mm nederbörd, och den torraste är september, med 14 mm nederbörd.